# Nerosubianco
Nerosubianco estilitzada com nEROSubianco, és una pel·lícula italiana de 1969 dirigida per Tinto Brass, protagonitzada por Anita Sanders y Terry Carter. La pel·lícula aborda una varietat de temes contemporanis com la llibertat sexual, les tensions racials i el radicalisme polític des de la perspectiva d'una jove italiana de classe alta. Es va estrenar el 1968 al 21è Festival Internacional de Cinema de Canes i va ser estrenada als cinemes al febrer de 1969.

## Sinopsi
Barbara (Anita Sanders) va acompanyar al seu espòs Paolo (Nino Segurini) a Londres. Ell la deixa en Hyde Park a causa de les seves transaccions comercials i Barbara comença a fer turisme, aviat per a adonar-se que un home afroamericà (Terry Carter) l'atreu. Ella ho veu com una oportunitat per a acostar-se a un nou món i quan les seves realitats s'entremesclen amb les seves fantasies, comença a qüestionar la seva pròpia vida.

## Repartiment
- Anita Sanders: Barbara
- Terry Carter: l'home
- Nino Segurini: Paolo
- Umberto Di Grazia: ell mateix
- Tinto Brass: ginecòleg (cameo)
- Freedom: cor